# Центральна районна бібліотека імені Івана Франка (Київ)
Центральна районна бібліотека імені Івана Франка — центральна районна бібліотека Подільського району м. Києва.

## Контакти
Адреса: 04073, м. Київ, Кирилівська вул., 117

## Характеристика
Площа приміщення бібліотеки;— 735,7 м², бібліотечний фонд;— 79,1 тис. примірників. Щорічно обслуговує 5,6 тис. користувачів, кількість відвідувань за рік;— 30,0 тис., документовидач;— 119,5 тис. примірників.

## Історія бібліотеки
Бібліотека заснована у 1919 році. У роки нацистської окупації книжковий фонд був повністю знищений. Відновила свою роботу у 1943 році, тоді ж було присвоєно ім'я класика української літератури Івана Франка.
1976 року в зв’язку з централізацією державних масових бібліотек усі бібліотеки для дорослих району були об’єднані в ЦБС, а бібліотека ім. Івана Франка отримала статус центральної районної бібліотеки Подільського району. В бібліотеці діє літературно-меморіальна кімната Івана Франка, щорічно проводяться франківські читання. Сьогодні бібліотека - інформаційний, культурно-просвітницький та дозвільний центр району. До послуг користувачів – Інтернет-центр з 4-ма робочими місцями, який надає кожному користувачеві бібліотеки можливість вільного, безоплатного доступу до світових інформаційних ресурсів. У приміщенні читального залу бібліотеки діє покриття бездротової точки доступу (WiFi). Створюються електронний каталог фондів та електронний каталог краєзнавчих документів. Алфавітний та систематичний каталоги, систематична картотека статей, краєзнавча картотека, картотека персоналій, тематичні картотеки допоможуть користувачам бібліотеки швидко знайти потрібну інформацію та в затишку читальної зали опрацювати її.
Бібліотека видає бібліографічні видання різної тематики. З 1982 року налагоджено випуск щоквартального рекомендаційного покажчика «Нові публікації про Подільський район»; видано ряд краєзнавчих бібліографічних покажчиків: «Образ ніжності святої» (Поділ у творах художньої літератури та образотворчого мистецтва), «Визначні особистості Подолу» тощо; серію біобібліографічних путівників «Вулиці Подолу пам'ятають»; серію біобібліографічних нарисів «Галерея митців Подолу», присвячену Сергію Світославському та Івану Сошенку; серію рекомендаційних біобібліографічних нарисів «Бібліотека імені...», присвячених письменникам, імена яких носять бібліотеки району. 
Бібліотека влаштовує цікаві книжкові виставки; проводить презентації книг та часописів, вечори-зустрічі, літературні та краєзнавчі вечори, Дні інформації, Дні фахівців, Дні бібліографії, огляди літератури. Частими гостями бібліотеки є відомі письменники, поети, літературознавці, цікаві люди району, міста.
Надаються послуги ВСО і МБА.